# Grzegorz Piekarski (Rennrodler)
Grzegorz Piekarski (* 23. Dezember 1986 in Gorzów Wielkopolski) ist ein polnischer Rennrodler.
Grzegorz Piekarski lebt in Nowiny Wielkie und ist von Beruf Techniker. Er rodelt seit 2001 und gehört seit 2006 dem polnischen Nationalkader an. Seit der Saison 2006/07 bildet er mit seinem älteren Bruder Marcin Piekarski einen Rodeldoppelsitzer. Ihre besten Ergebnisse sind bislang 19. Plätze, erstmals erreicht in ihrer ersten Saison in Königssee. Bei den Rennrodel-Weltmeisterschaften 2007 in Igls wurden sie 22. mit dem Doppelsitzer und Zehnte im Mannschaftswettbewerb mit dem Team.